# Art Clokey
Arthur «Art» Clokey (Detroit, Michigan, 12 d'octubre de 1921 – Los Osos, Califòrnia, 8 de gener de 2010) va ser un pioner estatunidenc en la popularització de l'stop motion, fent animació amb plastilina, des que el 1955 va fer la pel·lícula anomenada Gumbasia, influït pel seu professor, Slavko Vorkapich, a la Universitat del Sud de Califòrnia
Des del projecte Gumbasia, Art Clokey i la seva dona Ruth va inventar Gumby. Des de llavors Gumby i el seu cavall Pokey han estat una presència familiar en la televisió estatunidenca, apareixent en diverses sèries a partir del Howdy Doody Show i més endavant a The Adventures of Gumby. Els personatges van gaudir d'una renovació de l'interès en la dècada de 1980 quan l'actor i comediant Eddie Murphy va parodiar Gumby en un sketch a Saturday Night Live. A la dècada de 1990 es va publicar Gumby: The Movie, fet que va provocar encara més interès.
La segona creació més famosa de Clokey és el duo de Davey and Goliath, finançat per l'Església Evangèlica Luterana a Amèrica En honor de les seves contribucions a l'animació amb plastilina, i per celebrar el 90 aniversari del seu naixement, el Google va dedicar-li un logotip personalitzat del 12 d'octubre de 2011 es va basar en els seus personatges animats d'argila.

## Carrera
Es va fer conegut per crear al costat de la seva esposa el personatge Gumby en la dècada dels 1950.
Així Art Clokey és considerat el pioner de l'animació cinematogràfica basada en plastilina amb la qual va experimentar des de 1955 en un curtmetratge anomenat Gumbasia, influït pel seu professor Slavko Vorkapich, en la Universitat de Califòrnia del Sud. Clokey era un graduat de la Universitat de Miami i d'Oxford en l'Ohio, on el seu pare adoptiu, Joseph W. Clokey, va ser degà de la facultat de belles arts.Plantilla:Cr
L'estètica d'aquest entorn és la base per al personatge creat per ell, que des de 1956, sempre ha estat present en les pantalles dels Estats Units i Canadà, fent aparicions en diferents seriïs de televisió i en la pel·lícula de 1995 Gumby: The Movie (Gumby:la pel·lícula). La seva segona producció més famosa és Davey i Goliath, patrocinada per l'Església Luterana dels Estats Units.
Clokey no només s'ha destacat per la seva primera pel·lícula important -Gumbasia- sinó per la cinta Mandala al com el mateix Clokey ha descrit com una metàfora de l'evolució de la consciència humana. Una altra de les seves cintes, The Clay Peacock de 1963, mostra com a disseny del personatge del paó de plastilina, una variant del logotip de la cadena de televisió nord-americana NBC.
Va morir el 8 de gener de 2010, als 88 anys com a conseqüència d'una infecció del tracte urinari.

## Homenatges
El "doodle" del dia 12 d'octubre de 2011, va ser dedicat a la celebració del 90 aniversari del naixement d'aquest artista.